# Christian Gottlob Wilke
Christian Gottlob Wilke (1786 - 1854) fue un teólogo protestante alemán convertido al catolicismo.
Perteneció a la Antigua búsqueda del Jesús histórico iniciada por Hermann Samuel Reimarus.

## La cuestión sinóptica
La tradición cristiana había establecido que el evangelio más antiguo era el de Mateo. Se había llegado a afirmar que el de Marcos era un resumen de los evangelios de Mateo y Lucas. Weisse y Wilke, de modo independiente, en 1838 concluyen que el evangelio según san Marcos no es un resumen de Mateo y Lucas, sino que es anterior a ellos y les sirve de fuente. En 1846 se convirtió al catolicismo.
Además, Weisse estableció la teoría de que existía una fuente común a Mateo y Lucas. Johannes Weiss, en 1890, denominó con la letra Q a esta fuente (de Quelle que significa fuente en alemán). Surge así la teoría de las dos fuentes:
- La Fuente Q
- El Evangelio según san Marcos

## Obras
- Der Evangelist, oder exegetische-kritische Untersuchung über das Verwandtsverhältnis der drei ersten Evangelien, Dresden/Leipzig 1838

- Datos: Q86683
- Multimedia: Christian Gottlob Wilke / Q86683